# Astracantha psilodontia
Astracantha psilodontia är en ärtväxtart som först beskrevs av Pierre Edmond Boissier, och fick sitt nu gällande namn av Dieter Podlech. Astracantha psilodontia ingår i släktet Astracantha och familjen ärtväxter. Inga underarter finns listade i Catalogue of Life.